# Whirinaki (Northland)
Whirinaki ist eine kleine Siedlung im Far North District der Region Northland auf der Nordinsel von Neuseeland.

## Geographie
Die Siedlung befindet sich rund 8 km südwestlich von Rawene und rund 8 km nordöstlich von Opononi am Whirinaki River, der rund 6 km nordnordwestlich in den Hokianga Harbour mündet. Durch die Siedlung führt der New Zealand State Highway 12, der sie mit den Orten an der Westküste zur Tasmansee hin und nach Osten mit dem rund 32 km entfernt liegenden Kaikohe verbindet.

## Geschichte
Das Gebiet wurde von Te Roroa im Jahr 1810 oder 1811 während der Musketenkriege überfallen. Dabei wurden alle Einwohner des in der Nähe gelegenen Dorfes Opara getötet.

## Bildungswesen
Die Siedlung verfügt mit der Te Kura Kaupapa Māori o Te Tonga o Hokianga über eine Composite School mit den Jahrgangsstufen 1 bis 15. Im Jahr 2014 besuchten 106 Schüler die Schule, die eine Kura Kaupapa Māori Schule ist, in der vollständig in der Sprache der Māori gelehrt wird. In der frühen Mitte des 20. Jahrhunderts hatte es bereits eine Schule für Māori in der Siedlung gegeben, die Whirinaki Native School.